# Sint-Joris (Frankrijk)
Sint-Joris (of Sint-Joris-aan-de-Aa; Frans-Vlaams: Sint-Joorens, Frans: Saint-Georges-sur-l'Aa) is een dorpje en gemeente in de Franse Westhoek, in het Franse Noorderdepartement, aan de Aa. De gemeente ligt in Frans-Vlaanderen in de streek het Blootland aan de Aa. Sint-Joris grenst aan de gemeenten Grevelingen, Loon, Kraaiwijk, Broekburg en Saint-Folquin. De gemeente heeft bijna 300 inwoners.

## Geschiedenis
Sint-Joris hing destijds af van het bisdom Sint-Omaars. De naam van de plaats werd in 1178 voor de eerste keer vermeld als Sanctus Georgius. De plaats is vernoemd naar Sint-Joris. In 1657 werd de plaats verwoest door Spaanse troepen die voor Franse troepen op de vlucht waren.
Tijdens de Franse Revolutie werd de plaats Georges-Libre genoemd, aangezien men elke verwijzing naar het christendom wenste uit te wissen.

## Bezienswaardigheden
- De Sint-Joriskerk (Église Saint-Georges)
- Een tweetal droogschuren voor cichorei van omstreeks 1900.

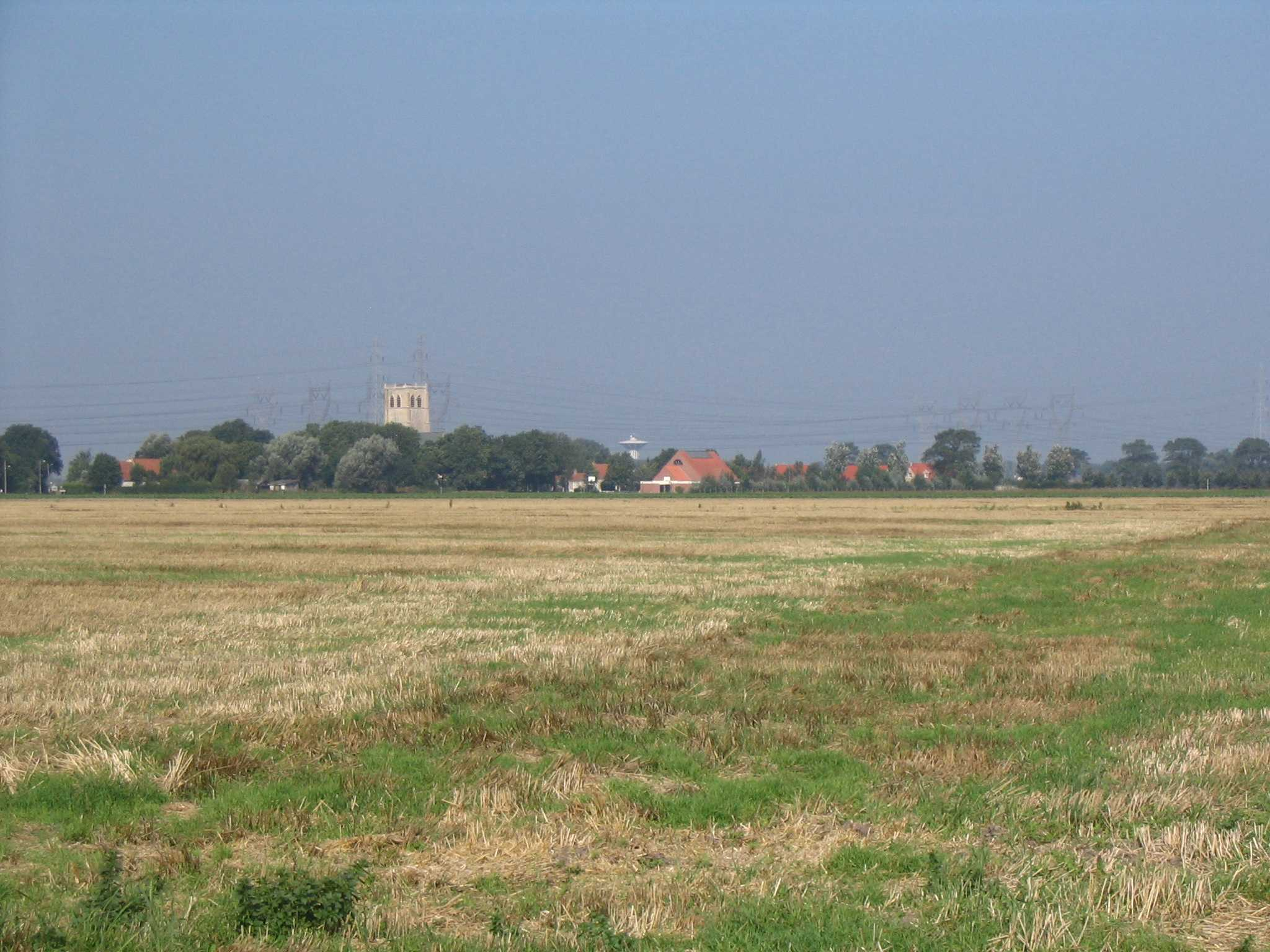
Dorpje in het landschap
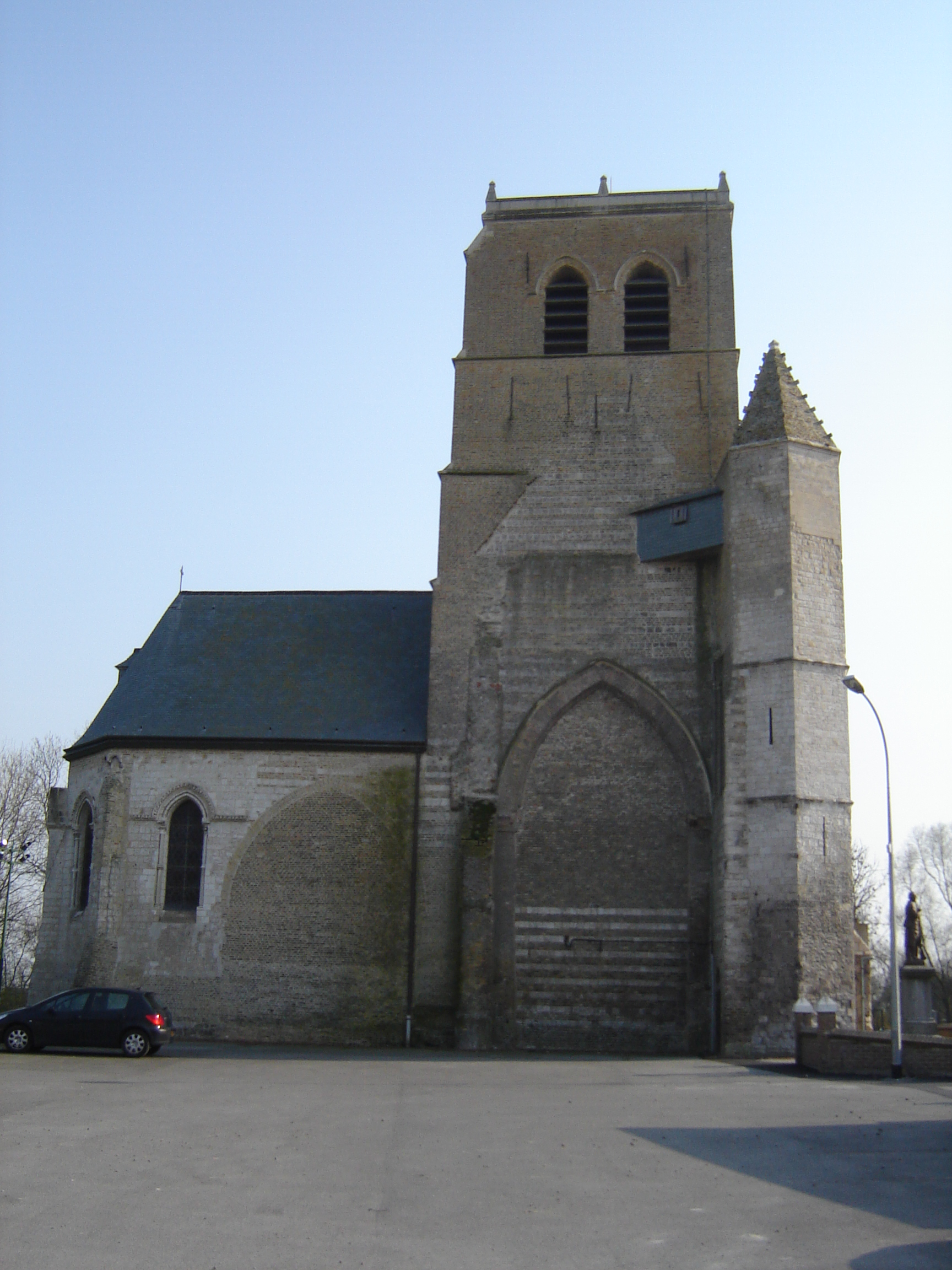
Kerk van Sint-Joris

## Natuur en landschap
Sint-Joris ligt in het Blootland in de nabijheid van de -hier gekanaliseerde- Aa op een hoogte van 1-6 meter.

## Demografie
Onderstaande figuur toont het verloop van het inwonertal (bron: INSEE-tellingen).

## Nabijgelegen kernen
Gravelines, Broekburg (Bourbourg), Loon-Plage, Kraaiwijk